# Cuenca del río Aconcagua
La cuenca del río Aconcagua es el espacio natural comprendido por la cuenca hidrográfica del río Aconcagua. Este espacio coincide con el espacio administrativo homónimo definido en el inventario de cuencas de Chile (BNA) con el número 054 que se extiende desde la divisoria de las aguas en la cordillera de los Andes hasta su desembocadura en el océano Pacífico. Se subdivide en 3 subcuencas y 23 subsubcuencas con un total de 7333 km². Es una cuenca andina, exorreica y de régimen nivopluvial.
En el Inventario de cuencas de Chile (DARH), elaborado el año 2014, recibe el código 0503.
A partir de los años 70 se ha ampliado el concepto de cuenca hasta entender, ya en los primeros años del siglo XXI, una cuenca hidrográfica en lo que respecta a su definición espacial y funcional, como la unidad geopolítica y socioeconómica más apropiada y racional para el desarrollo integrado de los recursos de tierras y aguas asociados a la vegetación y en conjunto con los usuarios de nivel local y regional.: 17 

Cuenca hidrogáfica del río Aconcagua.

## Límites y relieve

Distribución de comunas en y en torno a la cuenca del río Aconcagua. En rojo comunas/departamentos, en azul las cuencas y sus códigos.

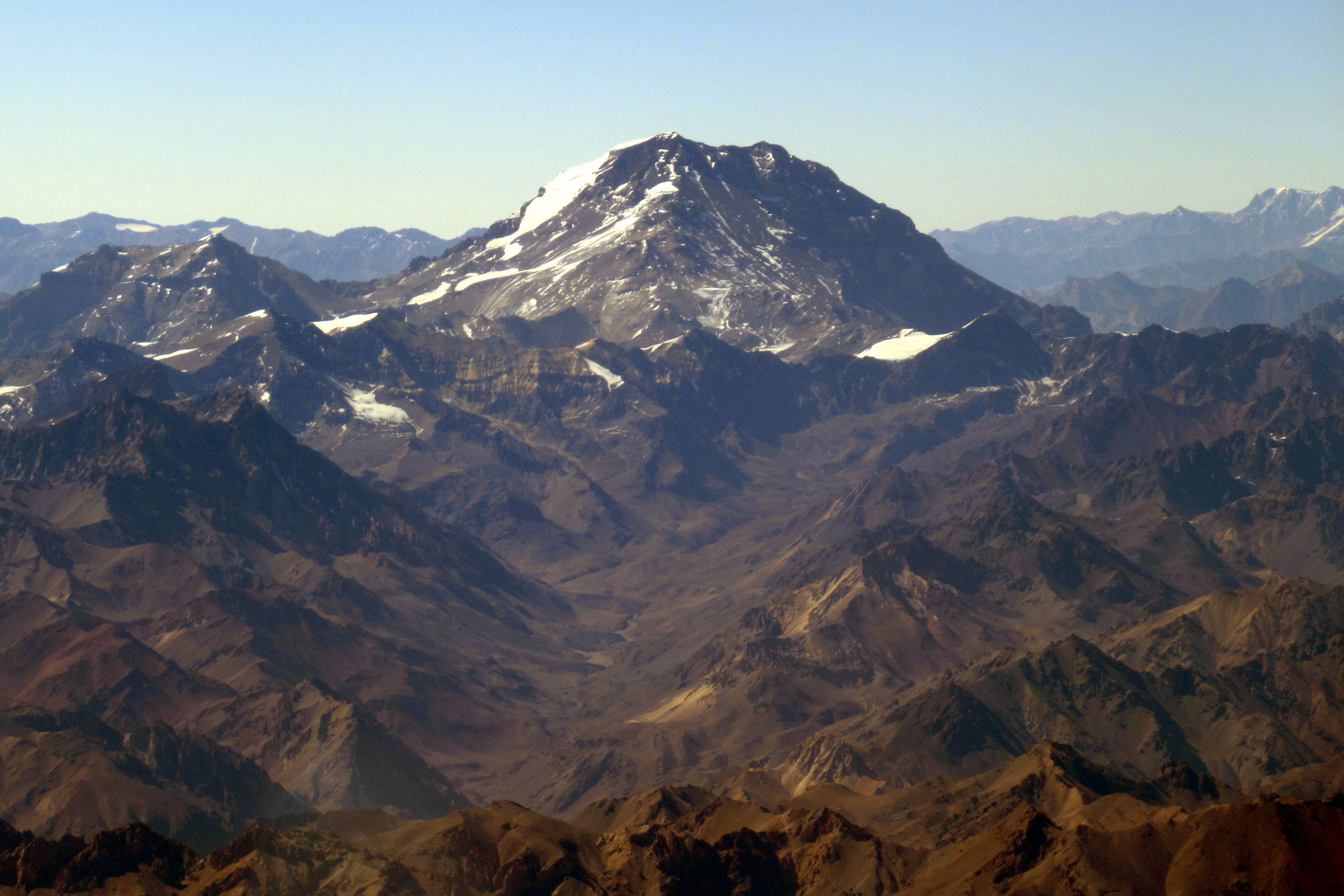
Valle del río Volcán, afluente del río de los Patos, al norte del Aconcagua.

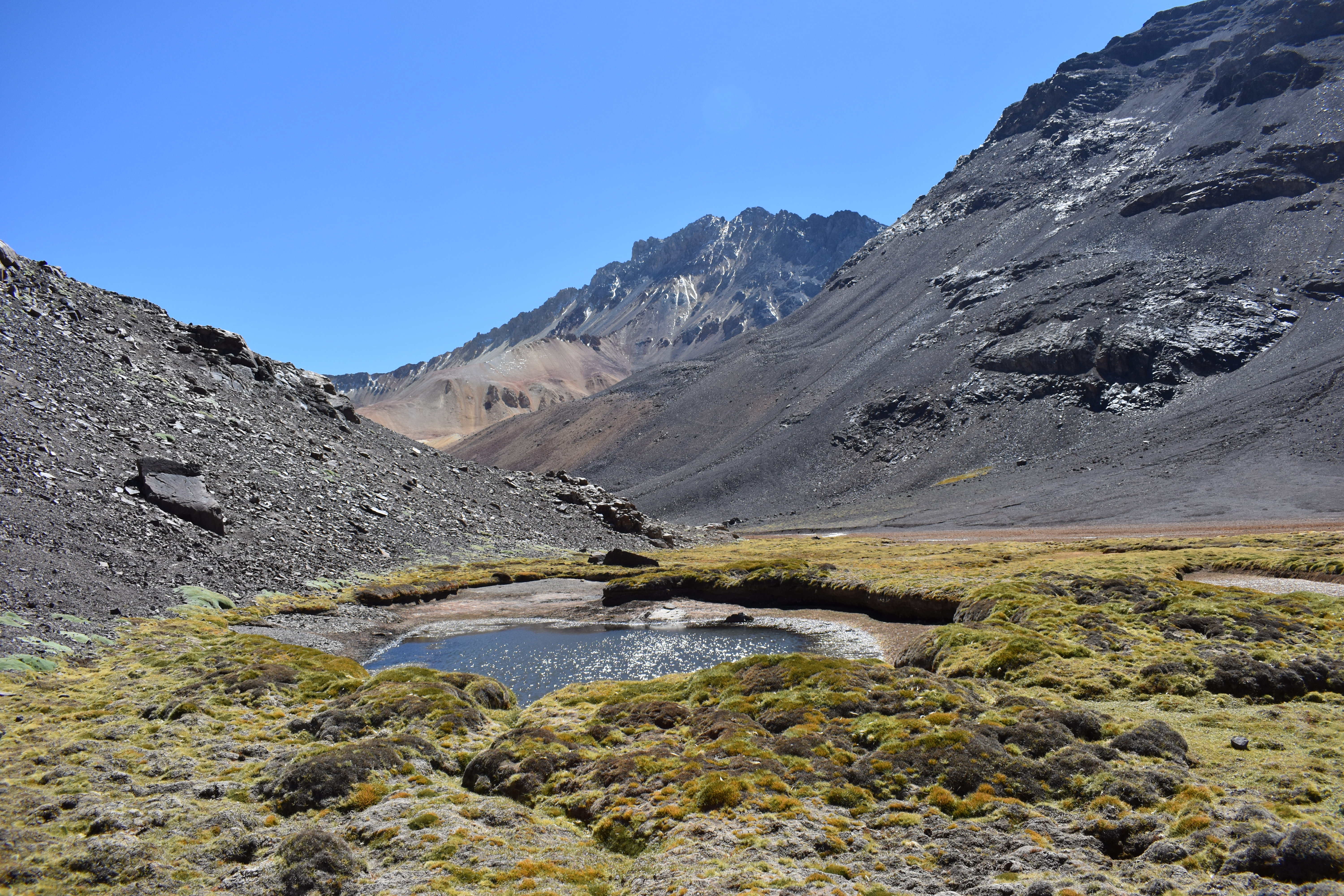
Bofedales en estero Chilon, comuna de Putaendo.

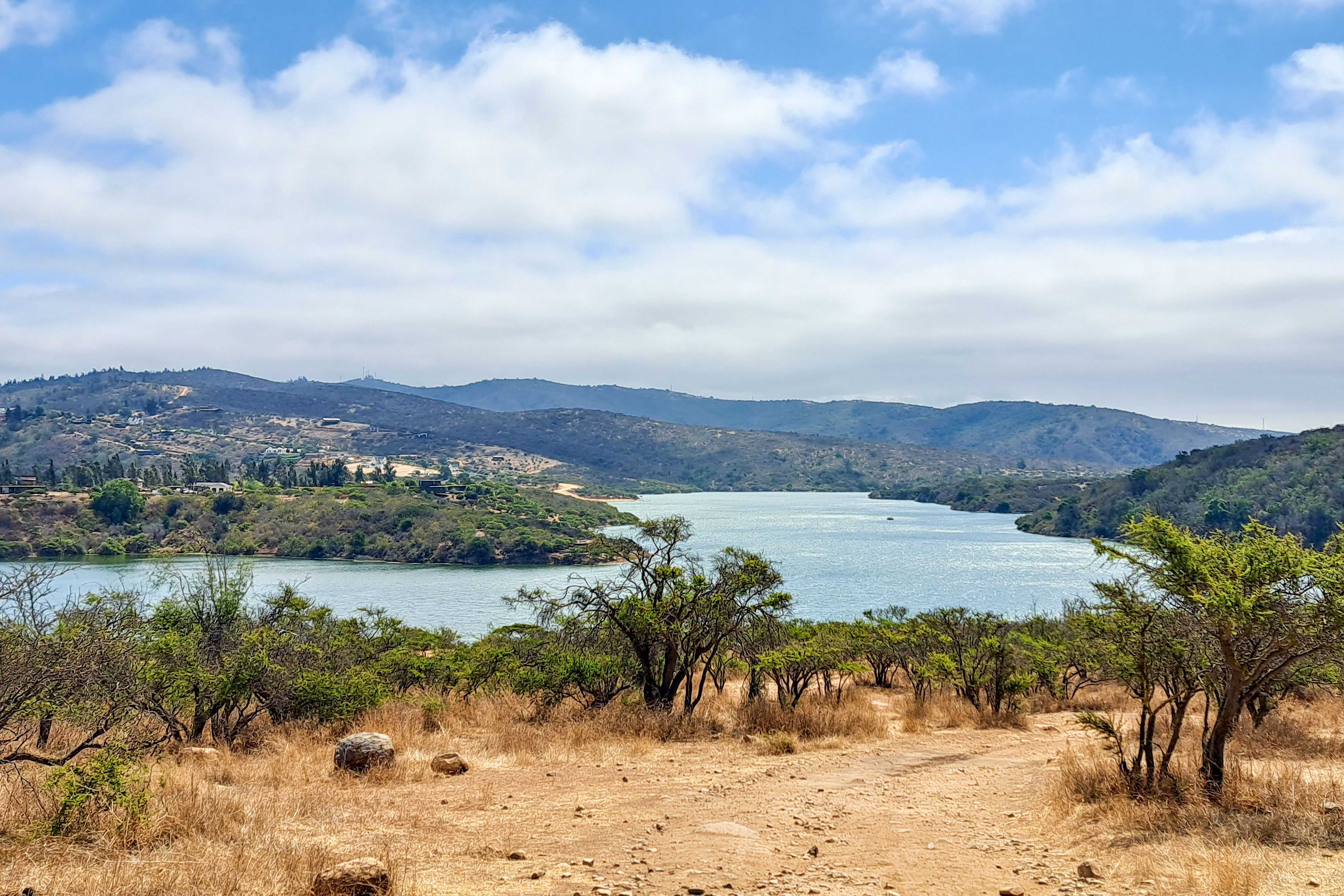
Embalse Los Aromos, Limache.

La cuenca desemboca en las cercanías de Concón y, siguiendo el sentido de los punteros del reloj, al noroeste limita con el ítem 53 del inventario de cuencas de Chile (BNA), llamado cuencas costeras entre las cuencas de los ríos Ligua y Aconcagua , que incluye pequeñas cuencas litorales como el estero Catapilco o el estero Puchuncaví. Por el norte deslinda con la cuenca del río La Ligua y, al lado de la frontera internacional, con el extremo austral de la cuenca del río Choapa. Por el este y separada por la cordillera de los Andes que es la divisoria de aguas, limita con las cuencas trasandinas formativas del río Mendoza. Al sur limita con la cuenca del río Maipo y al suroeste con las cuencas costeras entre Aconcagua y Maipo que pertenecen al ítem 055 del inventario de cuencas, entre las que se encuentran el estero Casablanca, el estero del Rosario, etc.
Sus extremos alcanzan las coordinadas geográficas 32°15′ S, 33°11′ S, 70°00′ W y 71°31′ O.: 309 
La "región del complejo montañoso andino-costero" o valles transversales, donde se ubica la hoya del río Aconcagua, son estribaciones andinas que alcanzan la cordillera de la Costa e interrumpen la depresión intermedia de Chile formando a su vez las cuencas de los ríos Elqui, Limarí, Choapa, Quilimarí, Petorca, La Ligua y finalmente la cuenca del río Aconcagua.: 39-  Se trata de una región caracterizada por estos valles transversales que van de este a oeste y que han sido formados por las corrientes de agua que bajan de la cordillera de Los Andes.: 12  A medida que se viaja hacia el sur, aumentan las precipitaciones y disminuyen las distancias entre los grandes ríos: entre el Copiapó y el Huasco hay 145 km, entre el Huasco y el Elqui 165 km, entre el Elqui y el Limarí 60 km, 90 km del Limarí al Choapa y del Choapa al Petorca - La Ligua y estos últimos solo 60 km del río Aconcagua.: 16 

## Población y regiones
La cuenca del río Aconcagua con un área de 733.872 ha ocupa un 45% de la Región de Valparaíso, abarcando parcialmente las provincias de Quillota, San Felipe, Aconcagua, Los Andes y Valparaíso.
Las comunas de mayor importancia en la cuenca, según el número de habitantes en la comuna, son las siguientes:: 18 
| Nombre     | Población comunal en 2002 | Población urbana en 2002 | Cauces asociados          |
| ---------- | ------------------------- | ------------------------ | ------------------------- |
| Artificio* | ND                        | 9.815                    | Río Aconcagua             |
| Quillota   | 75.916                    | 66.025                   | Río Aconcagua             |
| San Felipe | 64.126                    | 57.760                   | Río Aconcagua –E. Quilpué |
| Los Andes  | 60.198                    | 55.388                   | Río Aconcagua             |
| La Calera  | 49.503                    | 47.836                   | Río Aconcagua             |
| Limache    | 39.219                    | 34.948                   | Estero Limache            |
| Concón     | 32.273                    | 31.558                   | Río Aconcagua             |
| Llay-Llay  | 21.644                    | 16.215                   | Estero Los Loros          |
| Nogales    | 21.633                    | 18.698                   | Estero Los Litres         |
| Hijuelas   | 16.014                    | 8.196                    | Río Aconcagua             |
| Putaendo   | 14.649                    | 7.214                    | Río Putaendo              |
| La Cruz    | 12.851                    | 10.611                   | Río Aconcagua             |
| Catemu     | 12.112                    | 6.706                    | Estero Catemu             |

- ND : Información no disponible

## Subdivisiones
La Dirección General de Aguas subdivide o reúne las cuencas de Chile acorde a las necesidades de estudio y gestión. Existen dos inventarios que han logrado ser aceptados como principales, el inventario de cuencas del Banco Nacional de Aguas (BNA) de 1978, de mayor uso, y el inventario de cuencas del Departamento de Administración de Recursos Hídricos (DARH) de 2014 de mejor cartografía que ha obligado a redefinir algunos límites, a veces con cambios mayores, pero también por algunas redefiniciones del concepto de subcuenca.
Bajo el BNA el código del ítem es 054 y con el DARH es 0503.
La subdivisión del BNA es como sigue:
| Sub- cuenca                                  | Subsub- cuenca | Aguas                                                       | Área drenaje km² |
| -------------------------------------------- | -------------- | ----------------------------------------------------------- | ---------------- |
| 054 Categoría:Cuenca del río Aconcagua (054) |                |                                                             |                  |
| 0540                                         | 05400          | Río Juncal antes junta Estero Juncalillo                    | 235              |
| 0540                                         | 05401          | Río Juncal Antes Junta Estero Juncalillo y Junta Río Blanco | 264              |
| 0540                                         | 05402          | Río Blanco                                                  | 409              |
| 0540                                         | 05403          | Río Aconcagua entre Río Blanco y Río Colorado               | 216              |
| 0540                                         | 05404          | Río Colorado antes junta Estero Riecillos                   | 454              |
| 0540                                         | 05405          | Estero Riecillos                                            | 235              |
| 0540                                         | 05406          | Río Colorado Entre Estero Riecillos y Río Aconcagua         | 146              |
| 0541                                         | 05410          | Río Aconcagua entre Río Colorado y Río Putaendo             | 306              |
| 0541                                         | 05411          | Estero Pocuro                                               | 468              |
| 0541                                         | 05412          | Río Putaendo bajo junta Río Hidalgo                         | 659              |
| 0541                                         | 05413          | Río Putaendo Entre Río Hidalgo y Bajo Junta Estero Chalaco  | 305              |
| 0541                                         | 05414          | Río Putaendo Entre Estero Chalaco y Río Aconcagua           | 279              |
| 0541                                         | 05415          | Estero Quilpué                                              | 592              |
| 0541                                         | 05416          | Estero Seco                                                 | 141              |
| 0542                                         | 05420          | Río Aconcagua Entre Río Putaendo y Estero Los Loros         | 204              |
| 0542                                         | 05421          | Estero Catemu                                               | 313              |
| 0542                                         | 05422          | Estero Los Loros                                            | 338              |
| 0542                                         | 05423          | Río Aconcagua Entre Estero Los Loros y Estero El Cobre      | 298              |
| 0542                                         | 05424          | Estero El Cobre                                             | 418              |
| 0542                                         | 05425          | Río Aconcagua Entre Estero El Cobre y Bajo Quebrada El Ajo  | 112              |
| 0542                                         | 05426          | Río Aconcagua Entre Quebrada El Ajo y Estero Limache        | 304              |
| 0542                                         | 05427          | Estero Limache                                              | 573              |
| 0542                                         | 05428          | Río Aconcagua Entre Estero Limache y Desembocadura          | 64               |
| Totales:                                     |                |                                                             |                  |
| 3                                            | 23             | Región: V (100%) / Tipo: Exorreica / Desemb.: O. Pacífico   | 7333             |

La disposición de cuencas en el inventario DARH es la siguiente:
| Código      | Nombre                                          | Código en mapa       | Tipología de cuenca  | Vertiente de cuenca  | Origen de cuenca     | Temperatura media anual (C°) | Temperatura máxima (C°) | Temperatura mínima (C°) | Precipitación anual (mm) | Número de estaciones fluviométricas | Número de estaciones pluviométricas | Área (km²)           |
| ----------- | ----------------------------------------------- | -------------------- | -------------------- | -------------------- | -------------------- | ---------------------------- | ----------------------- | ----------------------- | ------------------------ | ----------------------------------- | ----------------------------------- | -------------------- |
| 0503        | Cuenca Río Aconcagua                            | Cuenca Río Aconcagua | Cuenca Río Aconcagua | Cuenca Río Aconcagua | Cuenca Río Aconcagua | Cuenca Río Aconcagua         | Cuenca Río Aconcagua    | Cuenca Río Aconcagua    | Cuenca Río Aconcagua     | Cuenca Río Aconcagua                | Cuenca Río Aconcagua                | Cuenca Río Aconcagua |
| 05030000    | Río Aconcagua                                   | 12                   | Exorreica            | Pacífico             | Pluvial              | 14.4                         | 26.5                    | 4.5                     | 363.9                    | 15                                  | 3                                   | 852.5                |
| 0503000000  | Embalse Aromo                                   | 13                   | Exorreica            | Pacífico             | Pluvial              | 13.9                         | 25.8                    | 4.2                     | 422.5                    | 1                                   | 3                                   | 567.4                |
| 0503000001  | Estero El Melón                                 | 14                   | Exorreica            | Pacífico             | Pluvial              | 13.5                         | 25.7                    | 3.6                     | 367.1                    | 0                                   | 1                                   | 420.0                |
| 0503000002  | Estero Rabuco                                   | 15                   | Exorreica            | Pacífico             | Pluvial              | 13.4                         | 26.3                    | 3.0                     | 371.7                    | 5                                   | 2                                   | 135.1                |
| 0503000003  | Estero Los Loros                                | 16                   | Exorreica            | Pacífico             | Pluvial              | 14.1                         | 28.0                    | 3.1                     | 319.1                    | 2                                   | 0                                   | 329.8                |
| 0503000004  | Estero Catemu                                   | 17                   | Exorreica            | Pacífico             | Pluvial              | 13.5                         | 26.9                    | 2.8                     | 327.1                    | 1                                   | 1                                   | 314.0                |
| 05030100    | Río Aconcagua entre Río Colorado y Río Putaendo | 18                   | Exorreica            | Pacífico             | Pluvial              | 13.3                         | 28.0                    | 1.6                     | 333.2                    | 5                                   | 4                                   | 293.5                |
| 0503010000  | Estero Pocuro                                   | 19                   | Exorreica            | Pacífico             | Pluvial              | 12.7                         | 27.3                    | 1.2                     | 343.1                    | 3                                   | 1                                   | 500.4                |
| 0503010001  | Río Juncal                                      | 20                   | Exorreica            | Pacífico             | Pluvial              | 2.7                          | 16.0                    | -8.4                    | 375.2                    | 7                                   | 3                                   | 577.2                |
| 05030100010 | Estero Riecillos                                | 21                   | Exorreica            | Pacífico             | Pluvial              | 3.5                          | 16.6                    | -7.3                    | 414.0                    | 1                                   | 1                                   | 162.5                |
| 05030100011 | Río Blanco                                      | 22                   | Exorreica            | Pacífico             | Pluvial              | 1.0                          | 14.2                    | -10.0                   | 406.6                    | 1                                   | 2                                   | 387.3                |
| 0503010002  | Río Colorado                                    | 23                   | Exorreica            | Pacífico             | Pluvial              | 2.9                          | 15.9                    | -7.9                    | 343.2                    | 3                                   | 0                                   | 598.2                |
| 05030100020 | Río Recillos                                    | 24                   | Exorreica            | Pacífico             | Pluvial              | 0.9                          | 13.9                    | -10.0                   | 351.2                    | 1                                   | 0                                   | 233.6                |
| 050302      | Estero Las Minillas                             | 0                    | Exorreica            | Pacífico             | Pluvial              | 7.4                          | 20.7                    | -3.4                    | 312.6                    | 1                                   | 3                                   | 1377.0               |
| 050303      | Estero San Francisco                            | 0                    | Exorreica            | Pacífico             | Pluvial              | 9.6                          | 23.4                    | -1.5                    | 331.9                    | 2                                   | 1                                   | 574.5                |

## Hidrología

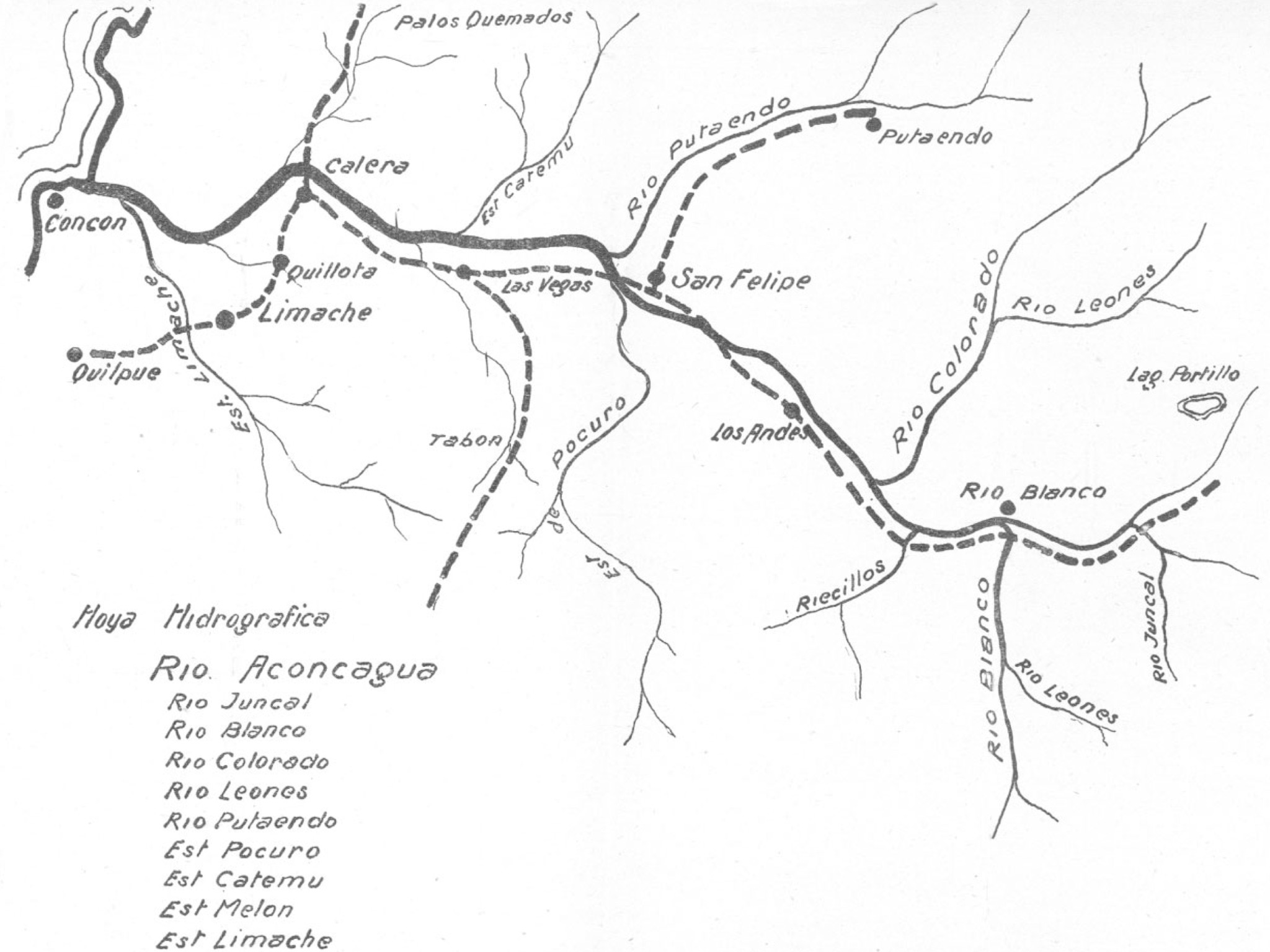
Diagrama unifilar de la cuenca del río Aconcagua.

### Red hidrográfica
Los cuerpos de agua considerados en esta categoría son:

### Caudales y régimen
El inventario DARH considera todas las subcuencas del Aconcagua como de origen pluvial. Sin embargo, más cerca de la cordillera aumenta la influencia de los deshielos en el caudal.

### Glaciares
El inventario público de glaciares de Chile 2022 consigna un total de 757 glaciares en la cuenca, de los cuales 700 no tienen nombre. El área total cubierta es de 161,6 km² y se estima el volumen de agua almacenada en los glaciares en 3,9 km³.

### Humedales
El Ministerio del Medio Ambiente consigna 6 humedales urbanos en la cuenca: Canal Waddington en Cerro La Huinca (HU-0076), la desembocadura del río Aconcagua (HU-0075), estero El Litre (HU-0030), Mayaca (HU-0071), reserva natural municipal Piedras Blancas (HU-0009) y el tranque Cerro La Huinca (HU-0072).

## Balance hídrico

Brecha hídrica en 25 importantes cuencas de Chile.

## Clima

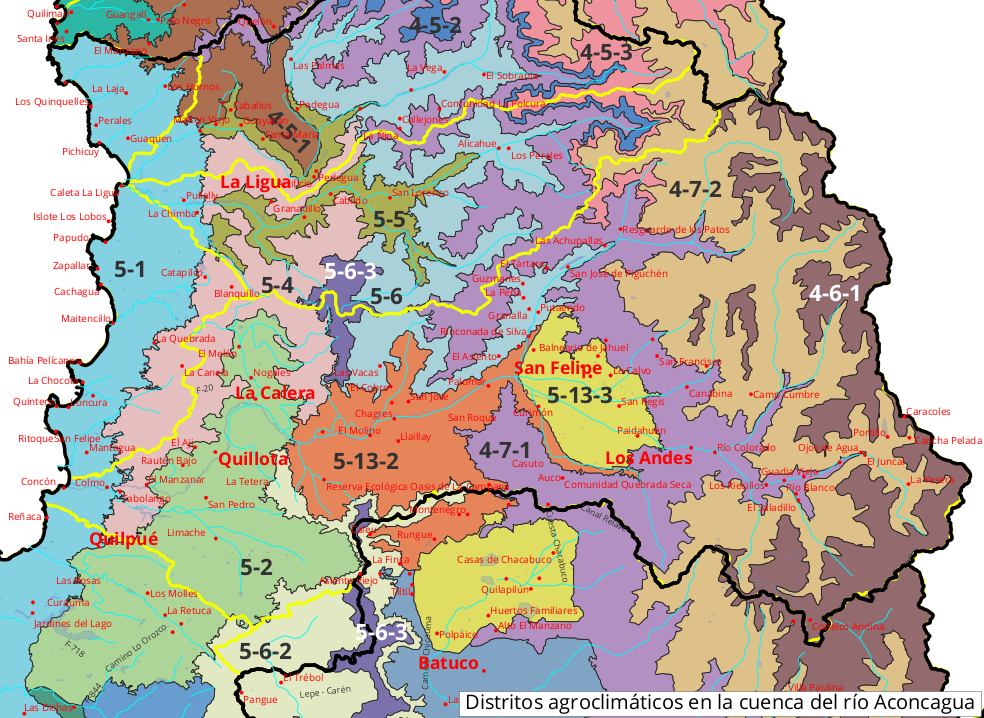
Distritos agroclimáticos en la cuenca del río Aconcagua. En amarillo los límites de cuencas, en negro los límites regionales. El límite de la cuencas Aconcagua y Maipo coincide en buena parte con el límite regional.